# اچ‌پی ساس
اچ‌پی ساس (انگلیسی: HP Sauce) برند صنایع غذایی بریتانیایی است، که در سال ۱۸۹۵ تأسیس شد و هم‌هم‌اکنون متعلق به شرکت کرفت هاینز می‌باشد.